# Handroanthus umbellatus
Handroanthus umbellatus là một loài thực vật có hoa trong họ Chùm ớt. Loài này được (Sond.) Mattos mô tả khoa học đầu tiên năm 1970.